# Bradysia latiterga
Bradysia latiterga är en tvåvingeart som beskrevs av Risto Kalevi Tuomikoski 1960. Bradysia latiterga ingår i släktet Bradysia och familjen sorgmyggor.
Artens utbredningsområde är Finland. Inga underarter finns listade i Catalogue of Life.